# Lothaire II (roi d'Italie)
Pour les articles homonymes, voir Lothaire.
Lothaire II d'Italie, parfois aussi appelé Lothaire d'Arles (né entre 925 et 930, selon les sources - mort le 22 novembre 950 à Turin), fils de Hugues d'Arles et de sa femme Ada ou Hilda, fut roi d'Italie de 947 à sa mort en 950.

## Biographie
Selon certaines sources, Lothaire naît en 926, année où son père Hugues d'Arles, dont il est le seul fils légitime, accède au trône d'Italie. Le choix de son nom typiquement carolingien, dynastie à laquelle il se rattachait par sa grand-mère paternelle, s'inscrit dans une volonté d'affirmer la légitimité de sa lignée. Il est associé au trône par son père dès 931. Hugues est chassé d'Italie en 945 et Lothaire lui succède comme roi d'Italie à son abdication, rapidement suivie de sa mort en 947, mais il ne règne jamais dans les faits, le gouvernement effectif étant entre les mains du marquis Bérenger d'Ivrée, comme à l'époque de son père.
Après des fiançailles de 10 ans, il épouse Adélaïde de Bourgogne et meurt à Turin dès le 22 novembre 950, probablement empoisonné par Bérenger, qui se fait couronner roi le 15 décembre 950 et tente d'imposer comme époux son fils Adalbert d'Ivrée à Adélaïde en faisant emprisonner la jeune veuve à Côme. Cette dernière parvient à s'échapper et avec l'aide de son frère Conrad le Pacifique, fait alors appel au roi de Germanie Otton de Saxe, qu'Adélaïde épouse en secondes noces.
Sa fille unique Emma, née en 948, épouse le roi Lothaire de France dans une tentative d'Otton de rapprochement avec le royaume de France.

## Généalogie
Voir aussi Bosonides
```
        ┌─ 
Théobald d'Arles
 (?-?). 
┌─ 
Hugues d'Arles
 (?-† 
947
), 
comte d'Arles
, 
roi d'Italie
. 
│      └─ 
Berthe
 (?-?). 
│
Lothaire
│
│  ┌─ X
└─ X
    └─ X
```

```
Lothaire
 ép. 
Adélaïde
 (cf. 
Welfs
)

 │
 └─
Emma
 (
948
-?). 
   ép. 
Lothaire de France
 (cf. 
Carolingiens
)
```